# Eiler Henning Hagerup
Eiler Henning Hagerup (født 5. september 1817 på Nysø gods, død 13. juni 1863 i Store Solt) var en dansk sprogmand. 
Hagerup var søn af Eiler Hagerup (omtrent 1775-1829) og Ane Marie Magdalene Hensemann (1797-1825), barnebarn igennem faderen til amtmanden Eiler Hagerup. Han blev student 1834, cand. theol. 1840 og licentiat i teologi på en kirkehistorisk afhandling 1844. Han blev 1845 kateket i Præstø og 1850, et par måneder efter slaget ved Isted, sognepræst i Store og Lille Solt i det nordlige Angel. 
Da Hagerup blev præst i dette for sin tyskhed udskregne sogn, forbavsedes han ved at opdage, at befolkningens daglige omgangssprog
var en rent dansk dialekt. Han gav sig derfor snart til at optegne de ejendommelige dialektformer, som han efterhånden stødte på, idet han samtidig stræbte at bøde på sine i begyndelsen meget mangelfulde nordiske sprogkundskaber. 
Resultatet af hans studier foreligger især i den lille bog Om det danske Sprog i Angel (1854, 2. udgave ved K.J. Lyngby 1867), et værk, der endnu har betydning som en af de bedste danske dialektskildringer og den fyldigste beskrivelse af det døende danske Angelbomål.